# Zsuzsanna Kossuth

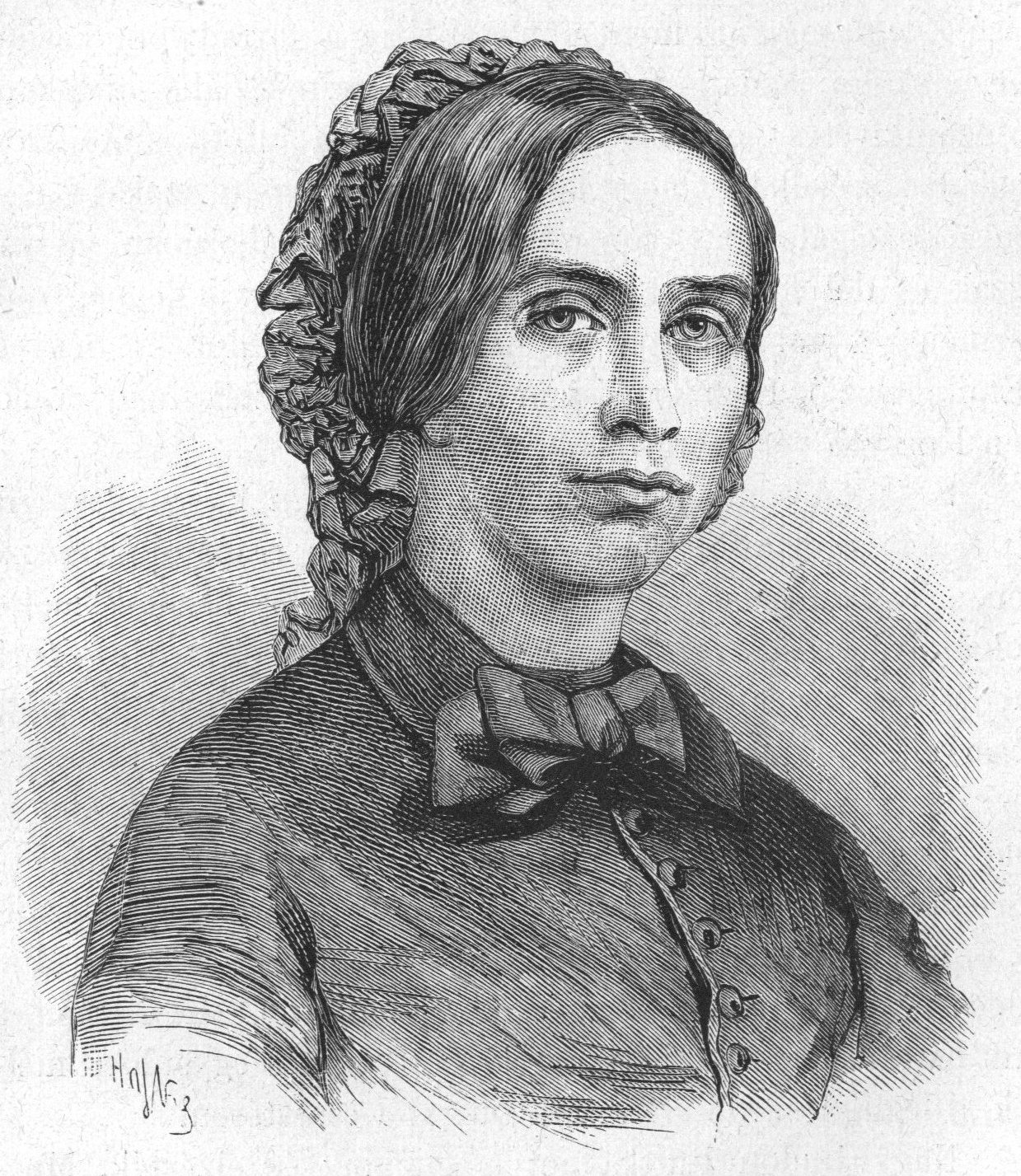
Zsuzsanna Kossuth 1848

Zsuzsanna Erzsébet Paulina Kossuth von Udvard und Kossuthfalva (auch Zsuzsa Kossuth) (* 19. Februar 1817 in Sátoraljaújhely, Königreich Ungarn; † 29. Juni 1854 in New York, Vereinigte Staaten von Amerika), Frau von Rudolf Meszlényi von Meszlen war Oberschwester im ungarischen Freiheitskrieg von 1848–49 und die jüngste Schwester von Lajos Kossuth. Sie organisierte die ersten Militärkrankenhäuser im Jahre 1849 und machte als Erste die Welt auf die Notwendigkeit der Pflege der verletzten Soldaten aufmerksam. In den Vereinigten Staaten war sie zu ihren Lebzeiten hoch angesehen.

## Leben
Sie wurde als vierte Tochter des Rechtsanwalts László Kossuth (1765–1839) und seiner Frau, Karolina Weber, aus Tyrling (1770–1852) geboren. Der Vater verlor im hohen Alter seine Arbeit, weshalb die Familie 1833 nach Pest zog und dort mithilfe der finanziellen Unterstützung von Lajos Kossuth lebte. Zsuzsanna Kossuth half ihrem Bruder beim Verfassen von Berichten über die Arbeit des ungarischen Landtages, den sog. „Munizipalberichten“ (Törvényhatósági Tudósítások). Kurz bevor Kossuth nach einer Hausdurchsuchung festgenommen wurde, rettete sie das Manuskript der letzten Ausgabe.
Sie heiratete am 18. April 1841 Rudolf János Kálmán Meszlényi (* 30. August 1813 in Kisdém, Königreich Ungarn; † 2. Januar 1848 in Székesfehérvár, Königreich Ungarn), welcher Grundbesitzer, Rechtsanwalt, Journalist und der Gesandte des königlichen Komitats Weißenburg war. Er war der Bruder von Lajos Kossuths Frau, Terézia Meszlényi. Rudolf Meszlényi und Zsuzsanna Kossuth ließen sich nach der Hochzeit in Sárbogárd nieder. Beide nahmen an der Organisation des Landesschutzvereins (Országos Védegylet) teil und gründeten dessen Sitz im Komitat Weißenburg. Sie bekamen zwei Töchter, Gizella und Ilona. Meszlényi starb im Januar 1848. Ein paar Wochen nach dem Tod ihres Mannes bekam sie ihr drittes Kind. Sie lebte mit ihren Kindern unter schwierigen Verhältnissen in Pest und zog noch vor der Kapitulation der Stadt nach Debrecen.
Anfang 1849 wurde unter der Leitung von Ferenc Flór die Gesundheitsabteilung der ungarischen Armee neu gestaltet. Am 16. April 1849 ernannte Lajos Kossuth seine Schwester zur „Oberschwester aller Feldlazarette“. Dank ihrer Arbeit wurden in drei Monaten 72 Feldlazarette gegründet, in denen modernere Methoden als üblich angewendet wurden. In ihrem Aufruf vom 23. April 1849 forderte sie die ungarischen Frauen auf, freiwillig an der Pflege der Verletzten teilzunehmen. Bis zur Niederschlagung des Freiheitskrieges reiste sie unermüdlich mit ihrem Helfer, dem Arzt Ignác Barna, durchs Land, um zu versuchen, die sich verschlechternden Bedingungen der Patientenversorgung zu verbessern. Zsuzsa Kossuth wird wegen ihrer Rolle als die erste Krankenschwester angesehen, welche Militärkrankenhäuser eingerichtet und beaufsichtigt hat. Ihr Credo formulierte sie wie folgt: „Was ich tue ist Pflicht jeder ungarischen Frau, da unsere Soldaten auf dem Schlachtfeld für uns bluten. Unsere Aufgabe ist es daher, ihre Wunden zu verbinden.“ Die Welt sah aber die englische Krankenschwester Florence Nightingale als die erste weibliche Kriegspflegerin an, welche propagierte, dass jeder ein Recht auf Würde und eine angemessene Versorgung habe, unabhängig von Geschlecht, Nationalität oder Religion. Nightingale gründete im Jahre 1854 zur Zeit des Krimkrieges zwei moderne Krankenhäuser auf dessen Schauplatz, in denen sie die Tätigkeiten der Krankenschwestern gewissenhaft beaufsichtigte. Zsuzsa Kossuth, Tochter einer kleinen Nation, übte ihre Arbeit als Krankenschwester und Krankenhausorganisatorin im ungarischen Freiheitskrieg unter bescheideneren Umständen aus.
Zur Zeit der Kapitulation bei Világos befand sie sich in Arad. Sie geriet in russische und später in kaiserliche Gefangenschaft. Julius Jacob von Haynau ließ sie ins Burgverlies der Budaer Burg bringen, wo bereits nach kurzer Zeit ihr gerichtliches Verfahren begann. Während der Verhandlung bestätigten ehemalige gefangene kaiserliche Offiziere, dass sie genauso sorgfältig gepflegt worden waren wie die ungarischen Soldaten des Freiheitskrieges. Daher wurde sie schließlich freigesprochen. Sie versorgte ihre Familie durch Kindererziehung und litt unter der ständigen Belästigung der Behörden. Sie hatte Verbindungen zur Vereinigung von József Makk und Károly Jubál, weshalb sie im Dezember 1851 wieder festgenommen und ins Neugebäude in Pest gebracht wurde. Wegen des erneuten Ausbrechens ihrer Tuberkulose wurde sie ins Gefangenenspital von Wien eingeliefert. Dank des Einflusses des amerikanischen Botschafters wurde sie, unter der Bedingung, dass sie das Land verlässt und nie wieder zurückkehrt, wenig später freigelassen. Sie ließ sich in Brüssel nieder, wo sie eine Klöppelwerkstatt betrieb. Da die österreichischen Behörden sie weiterhin behelligten, zog sie im Jahr 1853 in die USA. Dort wollte sie von der in Brüssel gelernten Spitzenklöppelei leben. Wegen Überarbeitung verschlechterte sich aber ihre Lungenkrankheit, und sie starb am 29. Juni 1854, im Alter von 37 Jahren. Seit dem 8. Juni 2018 erinnert eine Gedenktafel an ihre Grabstätte in New York, am Eingang der First Presbyterian Church.

## Gedenken
Zu ihrem Gedenken trägt der vom Ungarischen Verband der Pflege 1998 gegründete Preis „Kossuth Zsuzsanna-díj“ ihren Namen.